# فریدریش گوتلیب کلپشتوک
فریدریش گوتلیب کلپشتوک (آلمانی: Friedrich Gottlieb Klopstock؛ ۲ ژوئیهٔ ۱۷۲۴ – ۱۴ مارس ۱۸۰۳) یک شاعر و نمایش‌نامه‌نویس اهل آلمان بود.

## کتابشناسی
- مرگ آدام (۱۷۵۷ یک تراژدی)
- سلیمان (۱۷۶۴ یک تراژدی)
- جنگ هرمان (۱۷۶۹)
- مرگ هرمان (۱۷۸۷)
- خطای من
- حماسه بزرگ مسیح نامه
- نبرد آرمینیوس
- مرگ آرمینیوس
- آرمینیوس و شاهزادگان
- شاگرد یونانی‌ها
- دیوان اودها